# Jurij Lituev
Jurij Nikolaevič Lituev (in russo Юрий Николаевич Литуев?; Irbit, 11 aprile 1925 – Mosca, 3 febbraio 2000) è stato un ostacolista sovietico.

## Palmarès

### Olimpiadi
- Argento a Helsinki 1952 nei 400 metri ostacoli.